# HD 32040
HD 32040，又名BD+03 737，SAO 112305、HR 1610，是一颗恒星，视星等为6.66，位于銀經196.07，銀緯-22.6，其B1900.0坐标为赤經4h 55m 18.5s，赤緯+3° -22.6′ 3″。